# Asbury Park
Asbury Park ist eine Stadt im Monmouth County, New Jersey, Vereinigte Staaten und liegt am Atlantik. Nach der Volkszählung im Jahr 2020 leben dort 15.188 Personen.

## Geographie
Die Stadt erstreckt sich auf einem Gebiet von 4,1 km². 3,7 km² davon sind Land und 0,4 km² (10,62 %) sind Wasser.

## Demographie
Die bei der Volkszählung im Jahr 2020 ermittelten 15.188 Einwohner von Asbury Park lebten in 7.033 Haushalten. Die Bevölkerungsdichte lag mit 4.105 pro km² sehr hoch. Unter der Bevölkerung waren 40,3 % Weiße, 44,1 % Afroamerikaner, 0,8 % amerikanische Indianer und 0,9 % Asiaten; 3 % gaben die Zugehörigkeit zu mehreren Ethnien an.
Die durchschnittliche Haushaltsgröße betrug 2,18 Personen.
20,7 % der Bevölkerung war unter 18 Jahren und 12 % der Bevölkerung war 65 Jahre oder älter.
Der Median des Haushaltseinkommens betrug 47.841 US-$, das Prokopfeinkommen in Asbury Park betrug 36.999 US-$. Unter der Armutsgrenze lebten 25,8 % der Bevölkerung.

## Geschichte

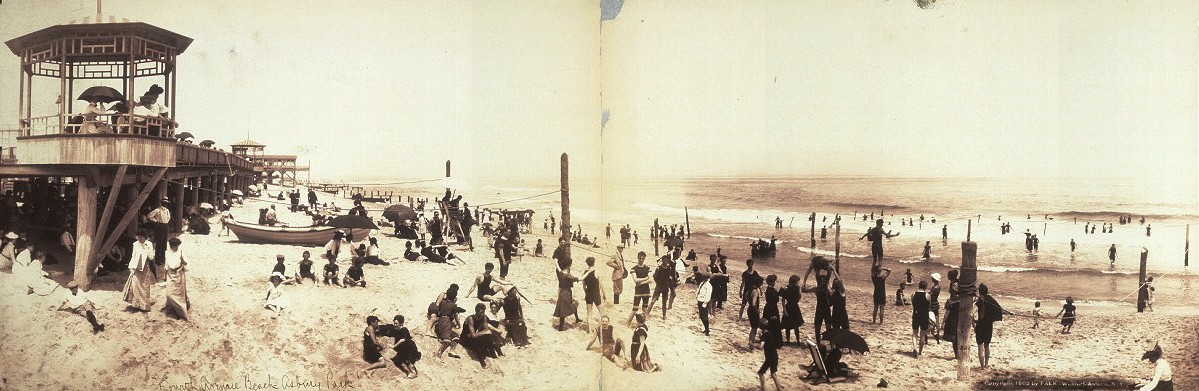
Asbury Park zu Beginn des 20. Jahrhunderts

Asbury Park war einmal ein blühender Erholungsort an der Küste. Vom späten 19. Jahrhundert bis in die 1960er Jahre war die Stadt bekannt als das Juwel am Jersey Ufer. 1916 erlitt die vom Badetourismus abhängige Stadt jedoch einen Rückschlag, als während der Haiangriffe an der Küste von New Jersey viele Touristen die Strände und Badeorte mieden.
In den 1970er Jahren war Asbury Park neben vielen anderen Städten in New Jersey Ort von Rassenunruhen. Dieses veranlasste viele Bewohner, die Stadt zu verlassen. In den Folgejahren verließen auch viele Geschäfte die Stadt. In den vergangenen Jahren gab es ein Wiederaufleben des Immobilienmarktes. Insbesondere die Strandpromenade profitiert hiervon.

## Kultur
Asbury Park wurde insbesondere 1973 bekannt, nachdem Bruce Springsteen sein erstes Album Greetings from Asbury Park, N.J. veröffentlichte.
Im Film Dogma von Kevin Smith nahm Gott die Gestalt eines alten Mannes an, um Skee-Ball in Asbury Park zu spielen.
Der Film City by the Sea (2002) mit Robert De Niro wurde an verschiedenen Lokalitäten um Asbury Park herum gedreht, obgleich der Film in Long Beach, New York spielte. Andererseits spielte der Film Dark Ride (2006) mit Jamie-Lynn Sigler in Asbury Park, obgleich er wirklich in Los Angeles, Kalifornien gefilmt wurde.
Asbury Park ist zentraler Handlungsort in David Morrells Thriller Creepers (2005).

## Söhne und Töchter der Stadt
- Leon R. Taylor (1883–1924), Politiker, Gouverneur von New Jersey
- Stewart H. Appleby (1890–1964), Politiker, Vertreter von New Jersey im US-Repräsentantenhaus
- Holmes E. Dager (1893–1973), Generalmajor der United States Army
- Bud Abbott (1895–1974), Komödiant
- Mike Ballerino (1901–1965), Boxer und Weltmeister im Superfedergewicht
- Frederick Bayer (1921–2007), Meeresbiologe
- Gerald Kamber (1925–2014), Romanist, Französist und Italianist
- Paul Bryant (1933–2009), Schauspieler, Organist und Jazzpianist
- Lenny Welch (1938–2025), Sänger und Schauspieler
- Danny DeVito (* 1944), Schauspieler
- Daniel Boyarin (* 1946), Religionsphilosoph
- Kate Bornstein (* 1948), Schauspielerin, Performancekünstlerin und Autorin
- Bam Bam Bigelow (1961–2007), Wrestler
- Wendy Williams (* 1964), TV-Moderatorin, Schauspielerin, Autorin, Modedesignerin und ehemalige Radiopersönlichkeit
- Kevin Johnson (* 1979), Boxer
- Fletcher (* 1994), Sängerin

## Mit Asbury Park verbundene Personen
- Bruce Springsteen (* 1949), Musiker
- Southside Johnny (* 1948), Musiker